# Indierock in Nederland

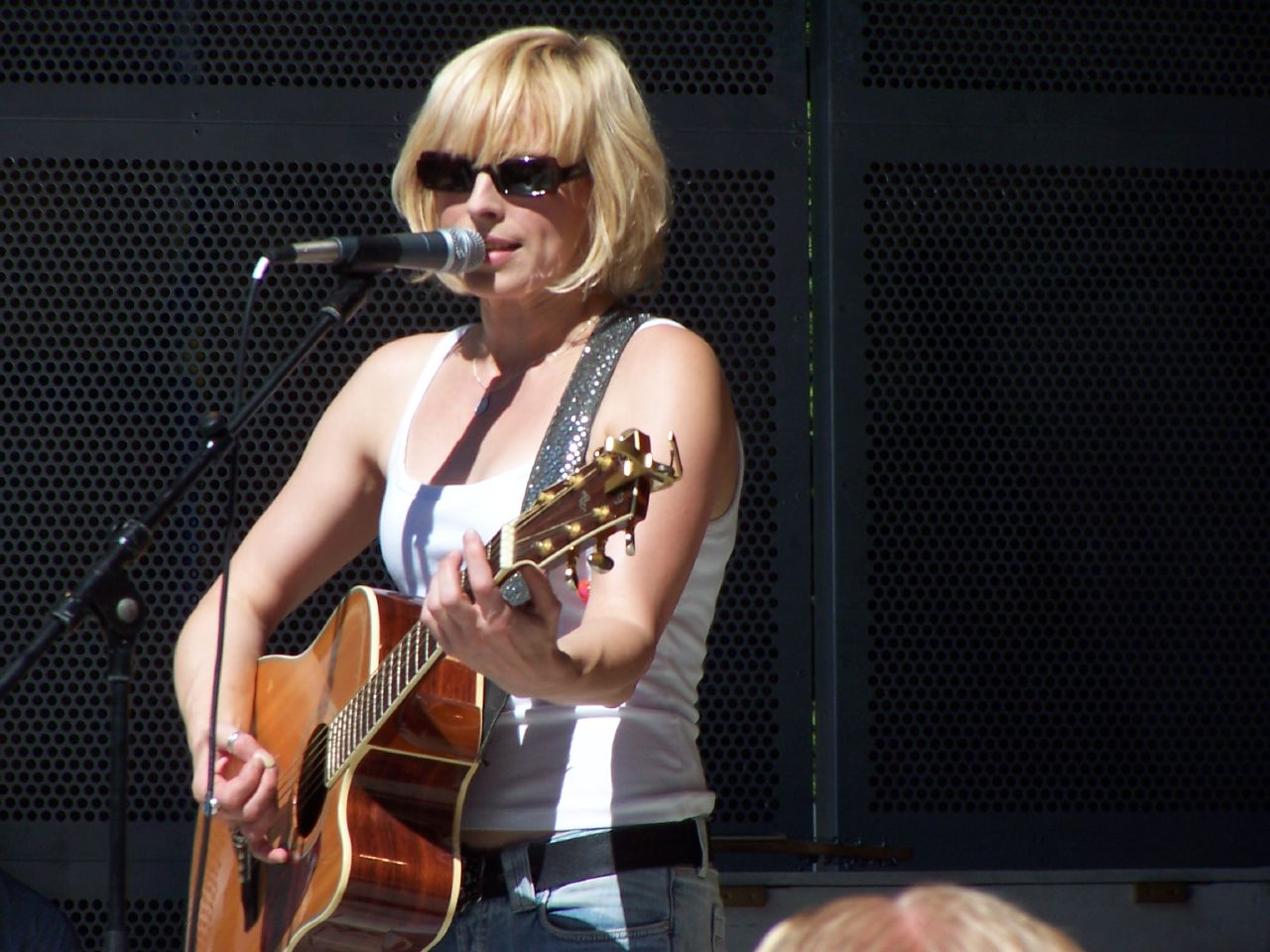
Bettie Serveert

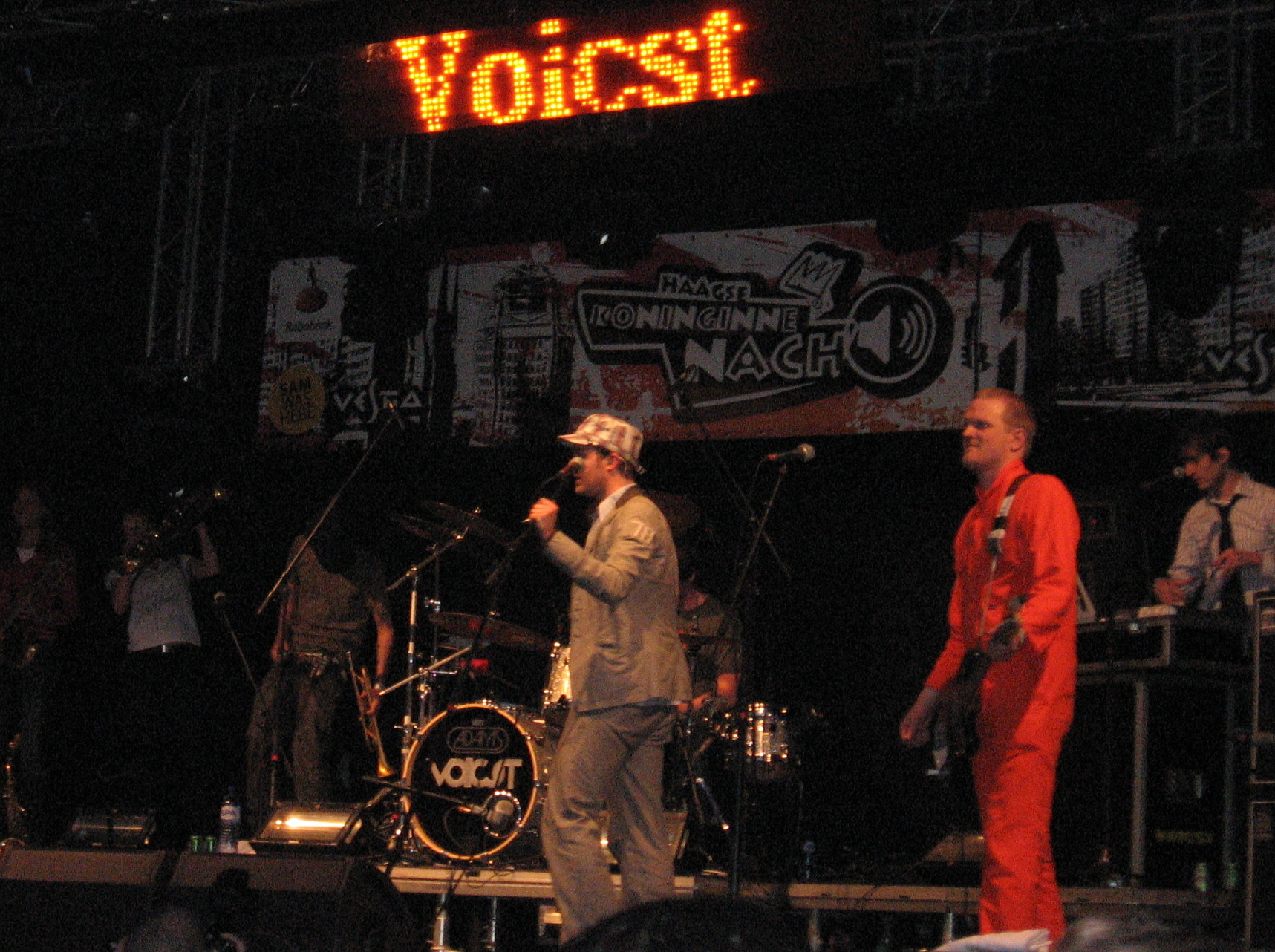
Voicst

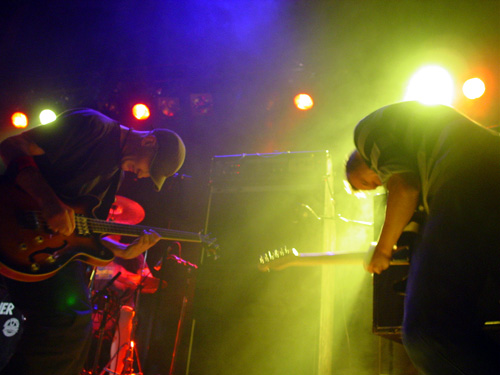
We vs. Death

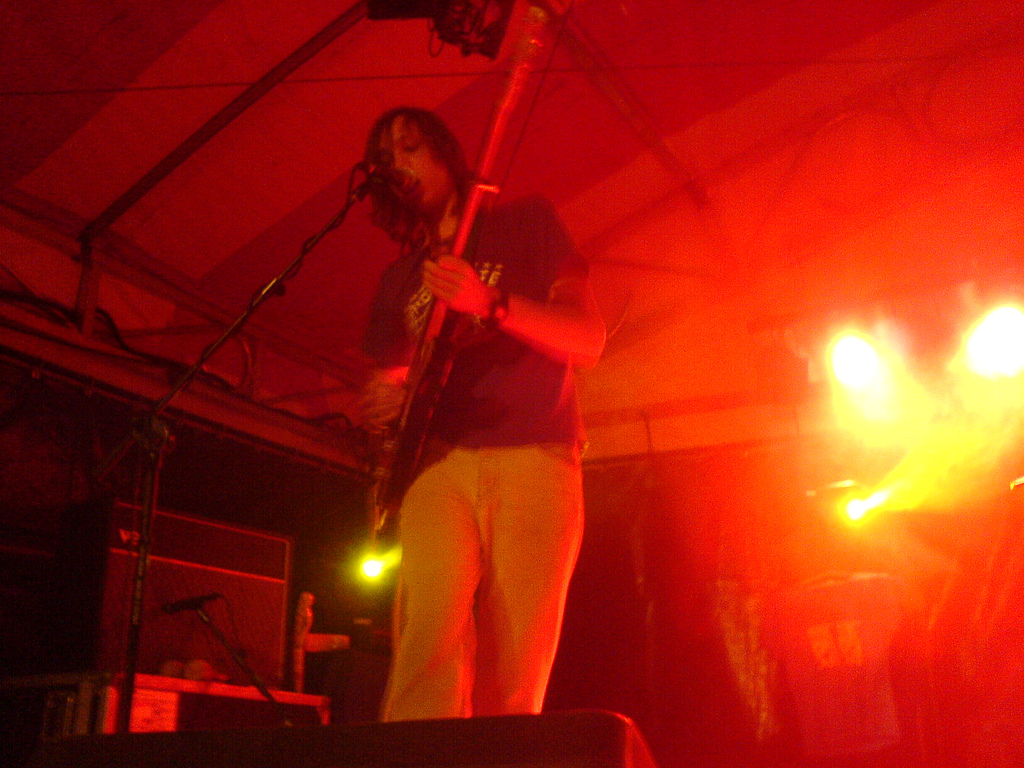
Hospital Bombers

De indierock in Nederland komt op in de vroege jaren negentig, ongeveer na de doorbraak van de Amerikaanse band Nirvana. Waar de indierockcultuur begin jaren tachtig ontstaat in Amerika, blijft deze achter in Europa op enkele uitzonderingen na. In Europa zijn de meeste bands met een voorkeur voor independent (onafhankelijk) en DIY vooral actief in de punk en experimentele punk in plaats van in de new wave. In Amerika is de newwave-stroming voornamelijk zelfregulerend en niet onder contract bij grote labels, waaruit uiteindelijk de naam indierock voortkomt.

## Geschiedenis

### Jaren tachtig
Een van de eerste DIY-bands in Nederland is The Ex, welke destijds vaak tot de punk gerekend werd. Mecano was een Amsterdamse band op het Amsterdamse onafhankelijke No Fun-label. Dit punklabel kreeg een naamswijziging Torso en richtte zich meer op independant new wave. Torso werd verkocht aan een groot label en stierf langzaamaan een stille dood. Oprichter van No Fun/Torso Hansje Joustra zou later samen met Joost Swarte stripboekuitgeverij Oog & Blik oprichten. Nasmak was nog een band die internationale contacten had, met onder andere Sonic Youth-gitarist Lee Ranaldo in de gelegenheidsformatie Plus Instruments.
De scheidslijnen in de beginjaren blijven ondoorzichtig. Soviet Sex, de band van Maarten van der Ploeg, zijn broer Rogier en Peter Klashorst werd tot de punk gerekend, terwijl dit heden ten dage als independant post-punk bestempeld zou worden. Nadat Klashorst de band heeft verlaten wijzigt de bandnaam in Blue Murder en verandert de muziek meer richting new wave en later blues. De Artsen uit Arnhem is een ander vroeg voorbeeld van wat later als indierock bestempeld zou worden. Bettie Serveert wordt opgericht door ex-leden van De Artsen en ook Scram C Baby komt voort uit ex-leden van deze bands. Hallo Venray is eind jaren tachtig een bekende band.

### Jaren negentig: Excelsior en andere labels
Excelsior Recordings wordt begin jaren negentig opgericht en geeft albums van bands als Caesar, Daryll-Ann, Meindert Talma & the Negroes, Benjamin B, Bauer, Spinvis en Johan uit. In Haarlem bestaat kortstondig het fanzine Rebound, vernoemd naar het gelijknamige liedje van Sebadoh, dat zich richt op recensies over voornamelijk zeer obscure en veelal lo-fi gerichte muziek. De Furtips maken een album dat wereldwijd verdeeld wordt en met name in Spanje veel succes heeft. In Amsterdam volgt het label Transformed Dreams met uitgaven van Seedling, Zea, Feverdream, Seesaw en Green Hornet.
Kleinere labels als Zabel Muziek en Narrominded richten zich meer op de cutting edge-zijde van het genre, waarbij voornamelijk werk verschijnt van lo-fi- en postrockbands als We vs. Death, Soda P, El Camino, Audiotransparent, Gone Bald. Sally Forth Records brengt platen uit van The Spirit That Guides Us, This Beautiful Mess, at the close of every day en een aantal andere bands. My First Sony Weismuller wordt opgericht en brengt albums uit van onder andere The Riplets.

### Invloed van internet
Op internet ontstaat de blog-cultuur en talloze blogs schrijven uitgebreid over de lokale Nederlandse indiecultuur. 3VOOR12 vervult met name met de regionale afdelingen een belangrijke informatiebron over de gebeurtenissen in het genre. Webzine Kindamuzik wordt opgericht, vernoemd naar het liedje van Girls Against Boys. Muziekjournalisten-collectief De Subjectivisten start in 2001 en heeft een gezamenlijke website waarop veel liveoptredens van Nederlandse indierockbands besproken worden en cd-recensies verschijnen.

### Ladyfest
Ladyfest is een internationaal Riot Grrrl-platform, dat ook een Nederlands onderdeel heeft dat festiviteiten organiseert. Bands actief in deze scene zijn The Tommies, The Suicidal Birds, The Esmeralda's. Pep, Dolores, Marie Celeste. The Riplets heeft ook buiten de scene en in Europa succes, met name vanwege de cover Hey Mickey en hun contract bij My First Sony Weismuller. Striptekenaresse Barbara Stok is actief als drumster in de tweelidsformatie De Straaljagers, samen met haar partner Ricky van Duuren, ex-gitarist van de Boegies. Tevens brengt ze een stripboek uit met een split-single van Caesar en Shellac.

### Na 2000
Na 2000 worden bands als Spinvis, GEM, LPG, Alamo Race Track, Ghost Trucker, en de retrorockacts Hospital Bombers, WOOST en zZz opgericht. Na het uiteenvallen van Seedling richten twee van de ex-leden de eenlidsformaties Pfaff en Gram op. Seedling-violiste Susanne Linssen voegt zich bij de band Hospital Bombers waarin ook onder andere striptekenaar Marc van der Holst van de strip Spekkie Big speelt. Voicst wordt opgericht en verkoopt een nummer aan Heineken voor een commercial. PIAS brengt albums van Moke uit. De band zal later bekend worden als huisband van De Wereld Draait Door en hun kledingcontract met Karl Lagerfeld. 
Bas Jacobs en Bas Morsch richten That Dam! Magazine op, waarop ook een tiental cd-releases verschijnen van bands als Sykosonics, Pfaff, Dress. In Utrecht wordt het blad Gun Magazine opgericht dat zich voornamelijk richt op de lokale ontwikkeling van de gitaarmuziek. Leon Caren van Blues Brother Castro richt crossmediaal platform Subbacultcha! op, waarmee hij concerten boekt van Nederlandse en internationale indierockacts, alsmede een muziektijdschrift en een onafhankelijk platenlabel opricht, allen onder dezelfde naam en tevens de noiserockband The Moi Non Plus. Bands die tegelijkertijd ongeveer ontstonden zijn Aux Raus, ET Explore Me, Elle Bandita en About. 
In Leeuwarden wordt in 2003 de Academie voor Popcultuur opgericht, die in tegenstelling tot de Rockacademie in Tilburg meer gericht is op conceptuele kunstzinnige zijde van populaire rockmuziek en daarmee aansluiting heeft met de indiecultuur. Noiserockbands als Adept, Bonne Aparte komen van deze academie af en publiceren albums op Wham! Wham! Records, een label uit Drachten. In Rotterdam wordt Tocado Records opgericht waarop werk verschijnt van onder andere The Suicidal Birds, The Stilettos, Yoshimi!, Rats On Rafts, Lushus en Elle Bandita. Het Creative Commons label Dying Giraffe Recordings geeft via internet werk uit van een grote hoeveelheid obscure en onbekende bands, echter ook een aantal bands die wel regelmatig in de pers besproken worden: De Nieuwe Vrolijkheid, Feverdream, Boy Ler, Jimmy Barock, Mono. 
De Nieuwe Vrolijkheid valt na het uitkomen van het debuut uit elkaar en een van de leden richt Appie Kim op. De plaat verschijnt op My First Sony Weismuller, een onafhankelijk label van distributeur Konkurrent, dat verder albums uitbrengt van onder andere Green Hornet, Drive by Wire, Orange Glow en Whipster. In Groningen wordt Subroutine Records opgericht dat onder andere werk uitbrengt van The Sugarettes, Vox Von Braun, Feverdream en AC Berkheimer. Recente nieuwe bands zijn de nowaveband Eva Braun, The Quaint en The Bent Moustache.